# Lundgaard & Tranberg
Lundgaard & Tranberg Arkitekter er en dansk arkitektvirksomhed, grundlagt 1985 af Boje Lundgaard og Lene Tranberg. Lundgaard døde i 2004, hvorefter Lene Tranberg førte tegnestuen videre.
Firmaet er gradvist vokset til større og større anerkendelse. I 1980'erne bidrog arkitekterne med i Byg & Bo 1988, der materialiserede sig i Odense-bydelen Blangstedgård. I samme årti og begyndelsen af 1990'erne blev de kendt for kraftvarmeværker og tekniske anlæg i bl.a. Horsens og Helsingør.
Lundgaard & Tranberg blev for alvor kendt i en brederede offentlighed med boligbebyggelsen Charlottehaven på Strandboulevarden, Tietgenkollegiet i Ørestaden samt Skuespilhuset, som Boje Lundgaard ikke nåede at se opført.
Tre år i træk har Lundgaard & Tranberg Arkitekter modtaget RIBA European Award af Royal Institute of British Architects; 2006 for fakultetsbygningen Kilen for Copenhagen Business School på Frederiksberg, 2007 for Tietgenkollegiet i Ørestad Nord, og 2008 for Det Kongelige Teaters nye Skuespilhus i København.